# Certificat Voltaire
 (juillet 2022).
Le certificat Voltaire est un examen créé en 2010 par le projet Voltaire, cofondé par Pascal Hostachy, François Paret et Fabrice Cohen. Il est censé permettre d'attester de son niveau en orthographe et en expression française, en vue de le valoriser sur un CV.
Il est possible de se préparer à la certification grâce au programme d'entraînement payant « Projet Voltaire ».

## Historique
Le certificat Voltaire est créé en 2010 par l'entreprise Woonoz. Parmi les personnes à l'origine de la mise en place du projet figurent le champion du monde d'orthographe Bruno Dewaele, Marie-France Claerebout, Aurore Ponsonnet, Sandrine Campese, Julien Soulié, Évelyne Vernisse et Agnès Colomb[source secondaire souhaitée].

## Principe de fonctionnement
Le projet Voltaire évalue dans un premier temps le niveau global en orthographe ou en expression. Il construit ensuite une liste de leçons adaptées au niveau du candidat. Ce dernier s'entraîne par la suite sur le site du Projet Voltaire ou son application.
L'examen se déroule dans des centres agréés par le Certificat Voltaire, avec une vérification d'identité et sous surveillance. Il existe un examen spécifique à l'orthographe (3 heures) et un autre portant sur l'expression (deux heures).

### Examen portant sur la maîtrise de l'orthographe
Les candidats doivent répondre à 195 questions sous forme de QCM. 

### Examen portant sur la maîtrise de l'expression
L'examen est divisé en deux parties. Dans un premier temps, les candidats doivent répondre à 100 questions portant sur le sens de mots. Ensuite, un texte leur est lu et ils doivent en faire une synthèse en un nombre limité de mots. L'objectif est de déterminer si le candidat dispose d'un vocabulaire riche et varié, et s'il est capable de l'utiliser à bon escient[source secondaire souhaitée].

## Critique
Des professionnels de l'enseignement du français [Qui ?] se sont montrés réservés sur le certificat Voltaire, pour différentes raisons. Ces dernières incluent l'absence de prise en compte des dernières réformes de l'orthographe, ainsi que le recours exclusif à des QCM demandant de repérer les cacographies. Une expérimentation de deux mois sur un public d'étudiants menée par Christophe Benzitoun à l'université de Lorraine a montré que l'utilisation du site ou de l'application pour s'entrainer ne tient pas ses promesses en termes d'amélioration des performances notamment en rédaction. Rosianne Arseneau et Thierry Geoffre remettent en question de manière plus générale l'efficacité de toute démarche d'entrainement numérique reposant sur une simple "rétroaction binaire (réponse correcte / erronée)" qui "néglige malheureusement des explications métalinguistiques" et qui ne recourt ni aux manipulations syntaxiques, ni à l'interaction.
Par ailleurs, les méthodes de l'entreprise assurant la certification sont critiquées, notamment sur la fiabilité des études sur l'état de la maîtrise de la langue dans la population française.